# Dusona rugifrons
Dusona rugifrons är en stekelart som beskrevs av Horstmann 2004. Dusona rugifrons ingår i släktet Dusona och familjen brokparasitsteklar. Inga underarter finns listade i Catalogue of Life.